# 阴道方
陰道方（491年—532年），字绍业，武威郡姑臧县（今甘肃省武威市）人，南北朝北魏官员，北魏徐州平南司馬、泰山郡太守陰周達之孫。
阴道方性格温和文雅，广泛涉猎典籍及其注释，被李神儁赏识称赞。李神儁担任前将军、荆州刺史后，征召阴道方为前军府长流参军。李神儁派阴道方作为使者拜访南朝梁的雍州刺史萧纲，让他与萧纲商讨边境事务。由于阴道方态度沉稳，受到萧纲的赞赏。正光末年，萧纲派遣其军主曹义宗等人煽动边境蛮族，让他们反抗北魏。李神儁为了将军事事务托付给阴道方，派他前往新野。阴道方在途中被蛮族抓获，押送到曹义宗那里。曹义宗把阴道方解送到襄阳，阴道方随后被送去面见梁武帝，囚禁在尚方。孝昌年间，他得以返回北魏。回国后，阴道方被任命为奉朝请，后转任员外散骑侍郎。魏孝庄帝初年，转任尚书左民郎中，负责撰写起居注。永安二年（529年），阴道方奉孝庄帝之命，与仪曹郎中王元旭一同担任出使梁朝的使者。他们南下到南兖州时，接到孝庄帝的命令返回。之后，阴道方转任安东将军、光禄大夫，兼任右民郎中。太昌元年（532年），阴道方去世，享年四十二岁，被追赠抚军将军、荆州刺史。